# Reformierte Kirche Sagogn

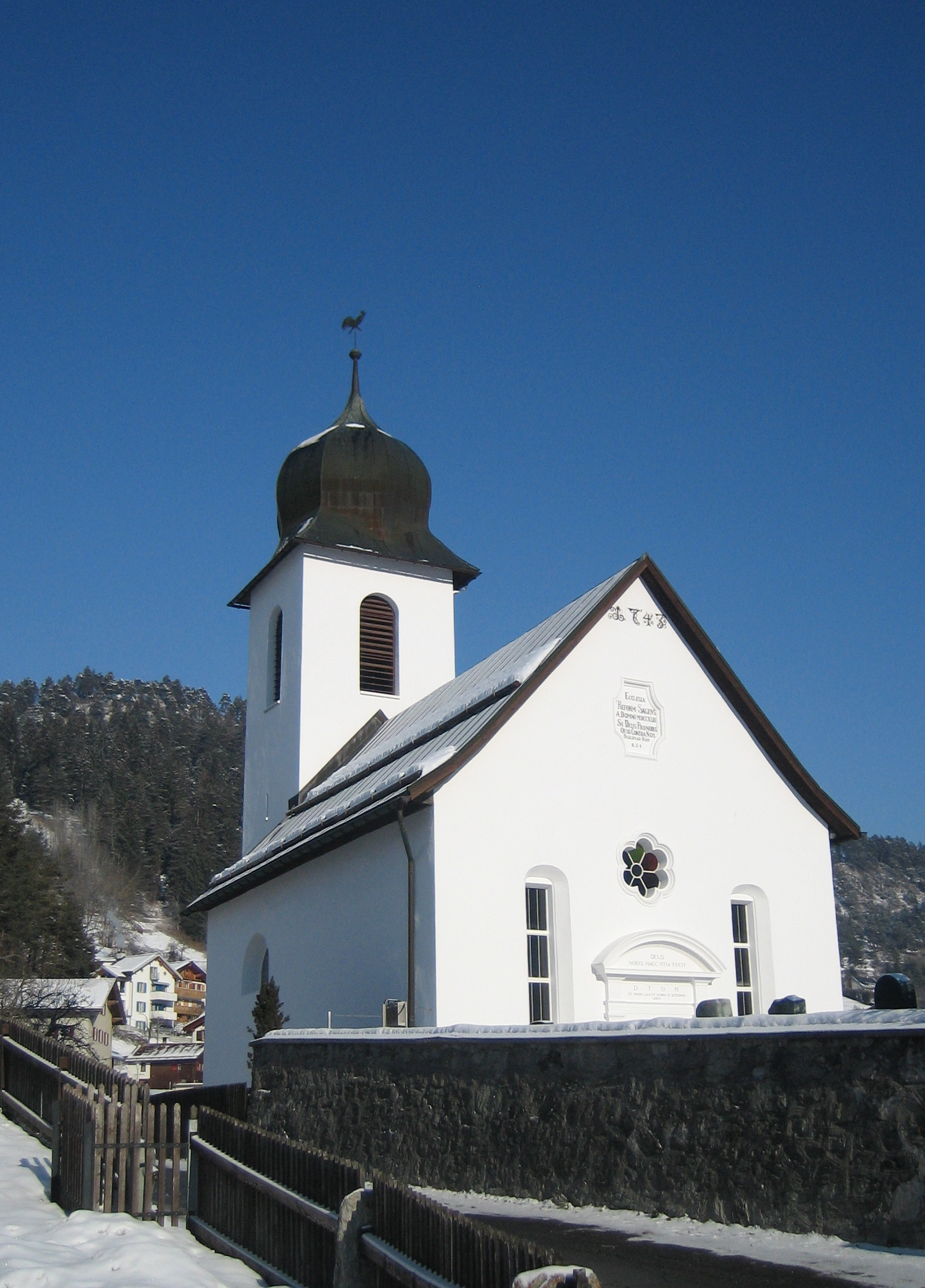
Die reformierte Kirche in Sagogn

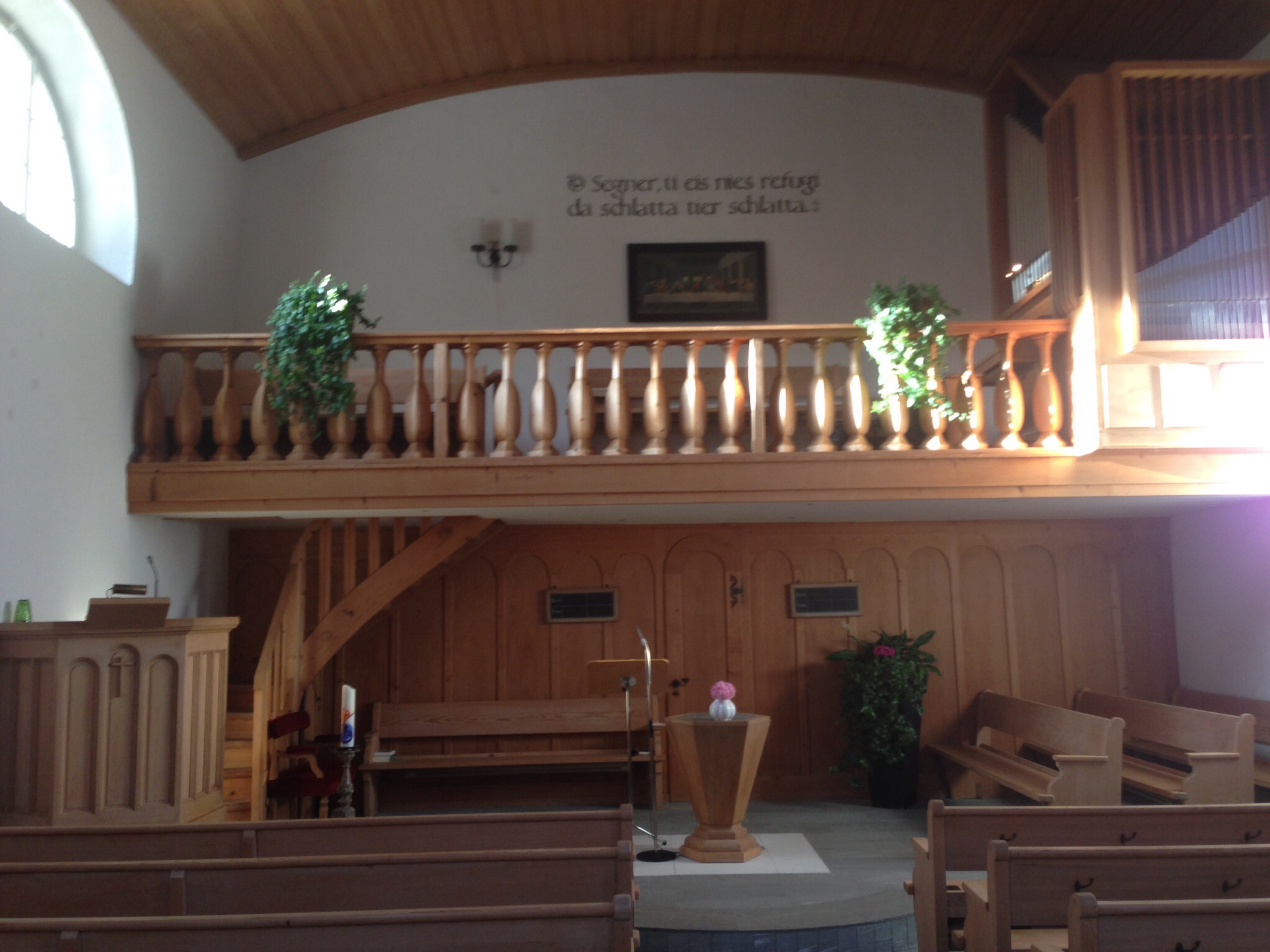
Innenraum

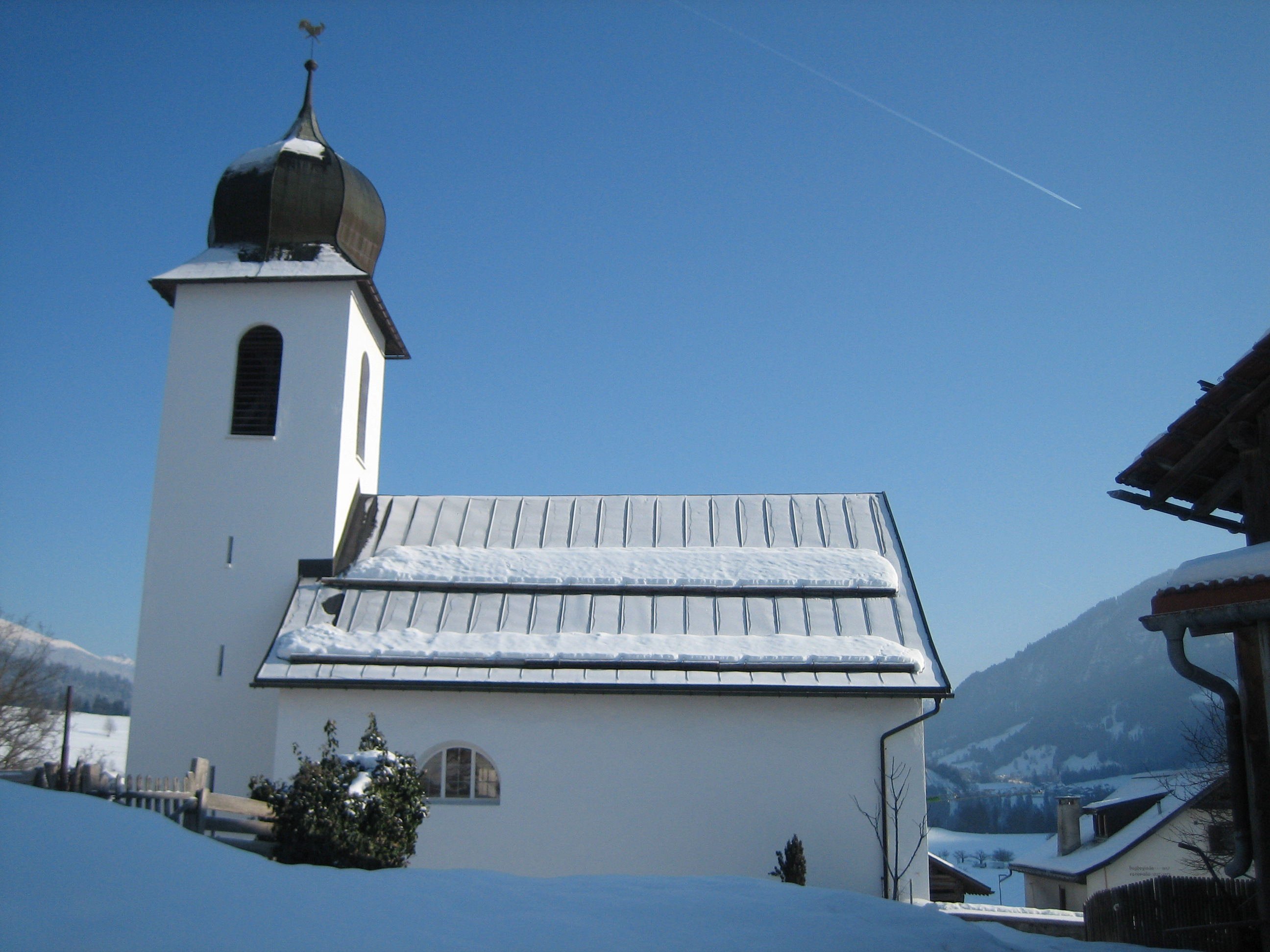
Seitenansicht der Kirche

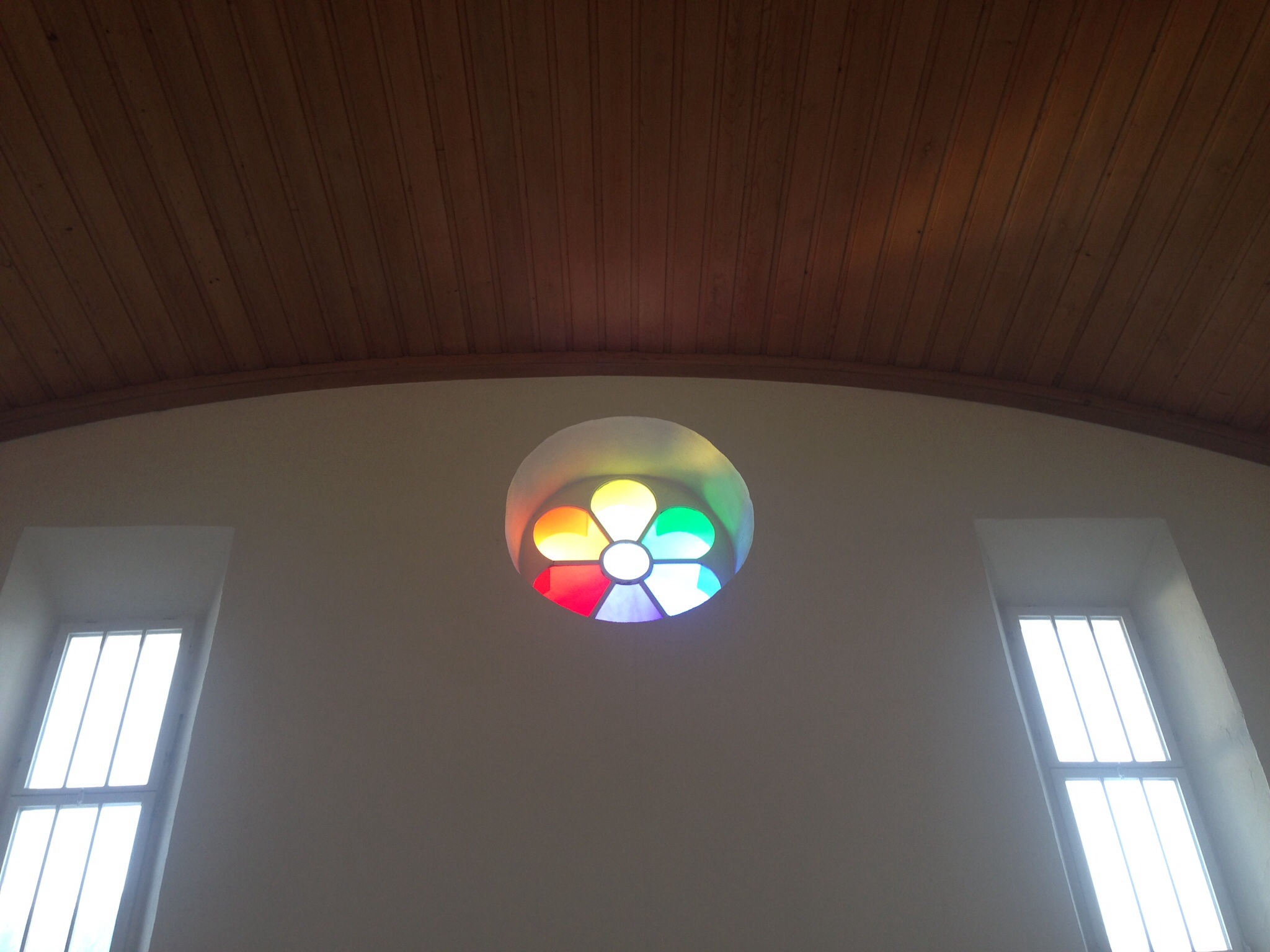
Fenster mit Glasmalerei, zugleich Symbol der Kirchgemeinde

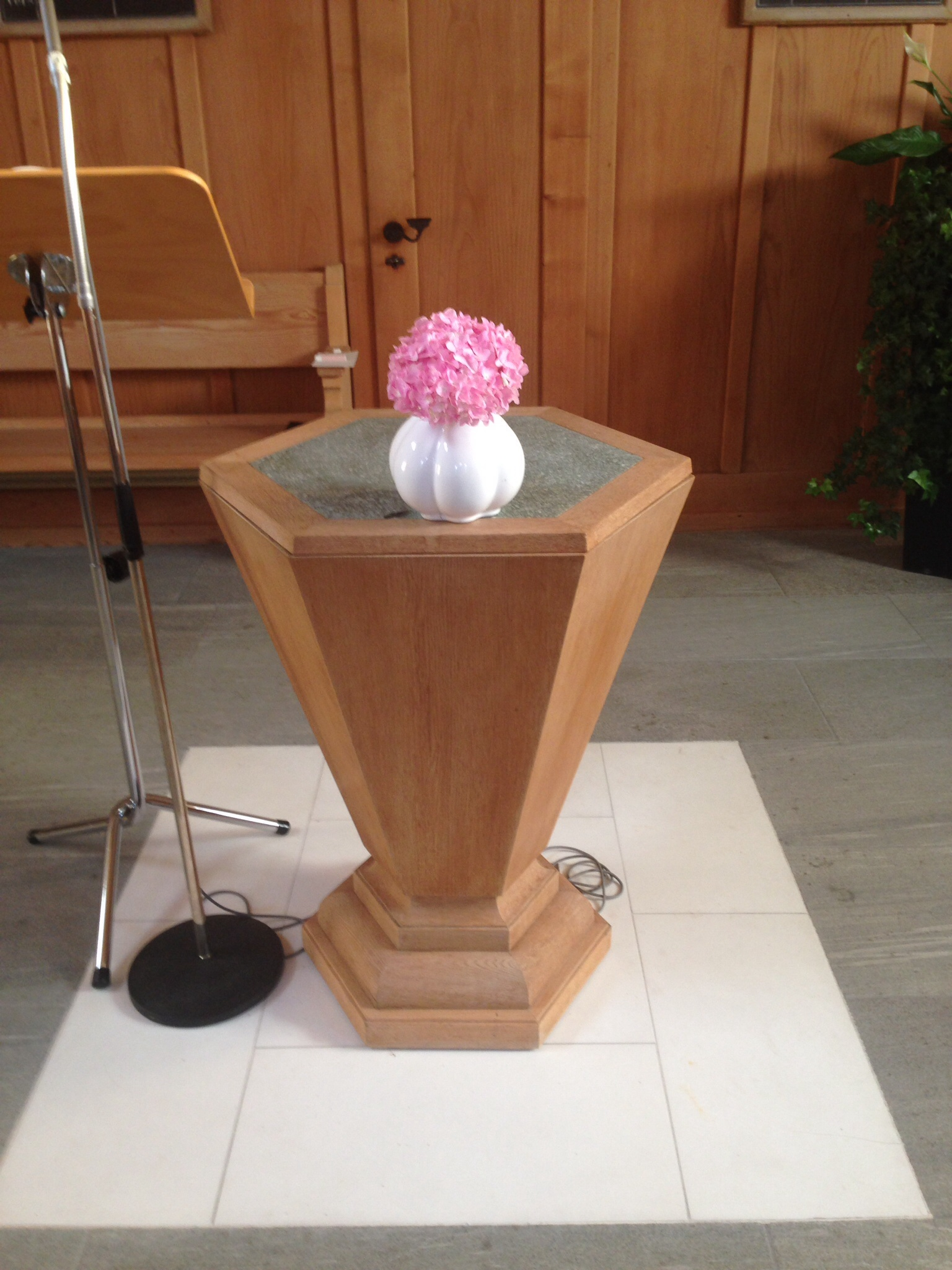
Taufstein

Die reformierte Kirche in Sagogn in der Gruob ist ein evangelisch-reformiertes Gotteshaus unter dem Denkmalschutz des Kantons Graubünden. Die Kirche bildet mit dem umgebenden Friedhof und dem anliegenden Pfarrhaus eine kompositorische Einheit.

## Geschichte

### Vorgeschichte
Zu Beginn des 18. Jahrhunderts hielt sich in Sagogn eine etwa ein Drittel der Bevölkerung zählende reformierte Minderheit. Der katholische Priester Caspar Jagmet aus Disentis amtete seit 1695 in Sagogn und wirkte im Geist der Gegenreformation. Er bewirkte, dass 1701 an der Gemeindeversammlung ein für die Reformierten unmöglich zu akzeptierender Beschluss gefasst wurde, der als Teil des Sagenserhandels in die Geschichte einging: es galt ab sofort ein Verbot, protestantische Geistliche in die Gemeinde kommen zu lassen, zudem ein Verbot, eine eigene Kirche zu errichten und ein Verbot, die Ilanzer Gerichtsgemeinde oder die Drei Bünde in Rechtsfragen anzurufen. Eine erste gesamtbündnerische Delegation, die zwischen den Positionen vermitteln sollte, blieb erfolglos, so dass der Ausbruch eines Bürgerkriegs drohte. Beiderseits wurden bereits Truppen zusammengezogen. Im September 1701 gelang doch noch eine Friedensvereinbarung: den Reformierten in Sagogn wurde offiziell die Religionsfreiheit zugesprochen sowie deren Recht, ein eigenes Gotteshaus zu bauen. Aber erst neun Jahre später, am letzten Dezembersonntag des Jahres 1710, wurde eine eigene Pfrundstiftung gegründet.

### Bau
Die Bauvorbereitungen oblagen Jakob Casutt, der das gesamte Areal den Kirchgenossen unentgeltlich übereignete, und Ludwig Castell. Errichtet wurde das Gebäude 1743 von Jakob Krättli, wodurch lange Streitigkeiten in dem konfessionell in eine römisch-katholische Mehrheit und eine reformierte Minderheit gespaltenen Dorf ein Ende fanden. Im 20. Jahrhundert wurde die Kirche in den Jahren 1933, 1957 und 1999 renoviert.

## Architektur und Ausstattung
Der Kirchturm mit Zwiebelhaube im Barockstil schliesst im Norden an die Fassade an und trägt vier Glocken mit der Tonfolge f’ / g’ / a’ / c’’, einem ausgefüllten F-Dur-Dreiklang bzw. dem Motiv «Nun jauchzt dem Herren alle Welt.»
Im als Saalkirche angelegten Innern fällt die Empore mit kunstvoller Brüstung auf, die über dem zentralen, sechseckigen Taufstein angebracht ist.
Die markant tiefe, polygonale Kanzel steht links am Rand des angedeuteten Chores.
Der Chorraum weist exakt nach Norden. Die Grabsteine auf dem Friedhof hingegen sind alle geostet.

### Inschrift
„O Segner, ti eis nies refugi da schlatta tier schlatta (Sursilvan für: "O Herr, du bist unsere Zuflucht für und für")“

## Kirchliche Organisation
Die Evangelisch-reformierte Landeskirche Graubünden führt Sagogn als Teil der Kirchgemeinde Sagogn/Laax/Falera.
Im 20. Jahrhundert bestand zudem seit 1906 eine Pastorationsgemeinschaft Sagogns mit dem auf der anderen Seite des Vorderrheins gelegenen Valendas, wo auch die Pfarrer residierten. Diese wurde 1994 aufgelöst.

## Pfarrpersonen seit 1943

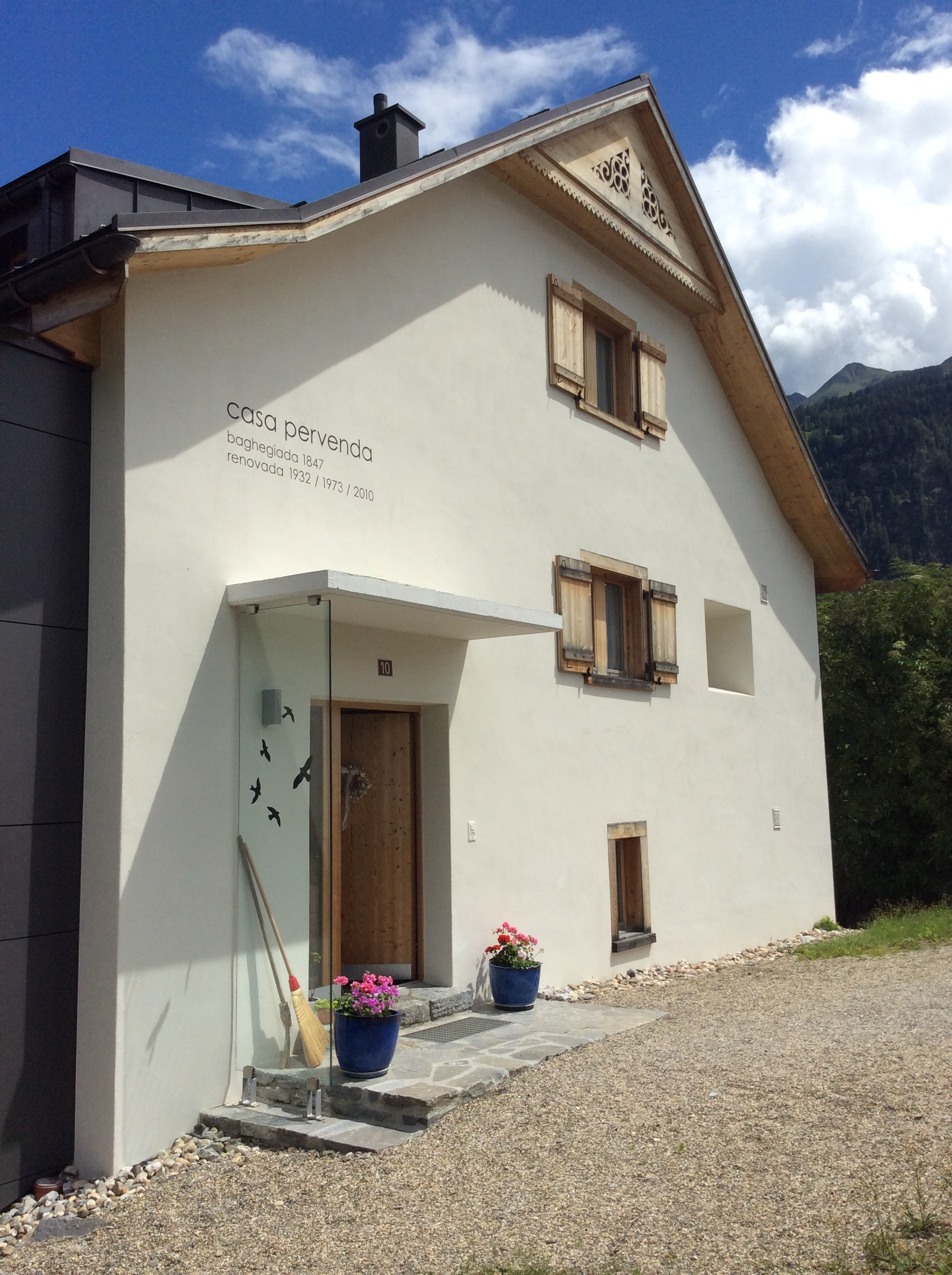
Das 2010 neu erstellte reformierte Pfarrhaus mit Gemeindesaal

Bedeutende und lange in Sagogn tätige Pfarrer waren Gion Martin Darms (Pfarrer in Ilanz-Sagogn 1879–1907), Emil Camenisch (Pfarrer in Valendas-Sagogn 1912–1943) und Jacob Michael (Pfarrer in Valendas-Sagogn 1948–1959).

### Pastorationsgemeinschaft Valendas - Sagogn
- Benedetg Dolf  1943–1948
- Jacob Michael  1948–1959
- Hermann Peter Rade  1959–1966
- U.Gublar (Provisor)  1966
- Christian Kober  1966–1971
- Jos Pinggera (Provisor)  1971–1972
- Jürg Zinsli  1972–1974
- Manfred Weiss (Provisor)  1975
- Jos Pinggera (Provisor)  1976
- René Bachofen  1976–1987
- Peter Cabalzar (Provisor)  1987–1988
- Donald R. Hasler  1989–1994

### Kirchgemeinde Sagogn / Laax / Falera
- Barbara Brunner  1995–2002
- Tabitha Walther (Provisorin)  2003
- Ivana Fucik-Michoin  2003–2007
- Thorsten Minuth  2007–2011
- Bigna Hess  2012–2013
- David Last  2014–2017
- Daniel Hanselmann  2018– (von der Kirchgemeindeversammlung am 25. September 2017 gewählt)